# モスクワ国立アカデミー交響楽団
モスクワ国立アカデミー交響楽団（モスクワこくりつアカデミーこうきょうがくだん、露: Московский государственный академический симфонический оркестр、英: Moscow State Academic Symphony Orchestra）は、1943年に設立されたモスクワを拠点とするロシアのオーケストラである。略称は「МГАСО」。同じような名称のモスクワ交響楽団、モスクワ国立交響楽団とは別団体である。

## 概要
1943年にソビエト連邦政府により設立されたロシアで最も古い交響楽団の一つで、当初はモスクワ州フィルハーモニー交響楽団（Симфонический оркестр Московской областной филармонии）を名乗っていた。初代首席指揮者はソ連人民芸術家でボリショイ劇場の指揮者を長年務めたレフ・シテインベルクで1945年に没するまで在職した。その後、同職はレオニード・フドレイ、ニコライ・アノーソフ、ヴィクトル・スミルノフ、レオ・ギンズブルク、ミハイル・テリアンの順に引き継がれた。
1960年に首席指揮者となったヴェロニカ・ドゥダロワは、ソ連末期の1989年までおよそ30年間にわたりオーケストラを牽引し、レパートリーの拡大に努め、演奏の機会に恵まれない作品の録音を行い、楽団にとって初めての海外ツアーも実施している。1970年代半ばまでにオーケストラはソ連有数の演奏団体となり、国内の数多くの音楽祭に出演している。

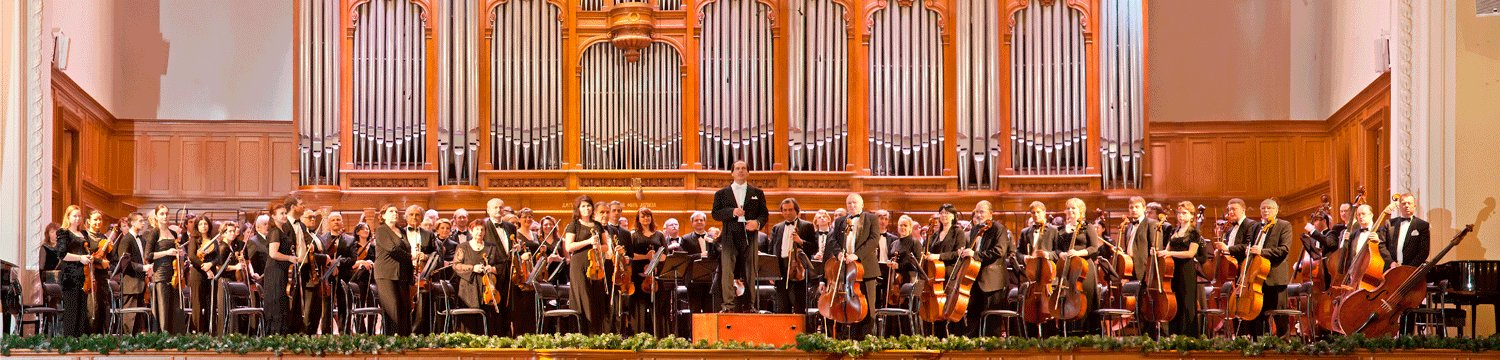
パヴェル・コーガン時代のモスクワ国立アカデミー交響楽団（2013年）。

1989年にドゥダロワの後を受けて首席指揮者に就いたパヴェル・コーガンは、ドゥダロワを上回る30年以上にわたりオーケストラと関係を保ち、ロシア・ソ連系の作品に加えベートーヴェンからマーラーに至る交響曲群を演奏会の中核に据え、質の高い演奏活動を展開した。1997年には意欲的なコンサートプログラムが評価されロシア連邦国家賞を受賞し、以後も二度にわたり大統領感謝状を授与され高い評価を得たが、2022年のロシアのウクライナ侵攻を受けて侵攻直後に芸術監督及び首席指揮者の職を辞任している。
コーガンの辞任後、空席の状態が続いたが、2024年8月にイヴァン・ニキフォルチンが新たな芸術監督に就任した。

## 歴代首席指揮者
モスクワ国立アカデミー交響楽団の公式サイトの記述による。
- レフ・シテインベルク（1943年 - 1945年）
- レオニード・フドレイ（1945年 - 1948年）
- ニコライ・アノーソフ（1948年 - 1951年）
- ヴィクトル・スミルノフ（1951年 - 1953年）
- レオ・ギンズブルク（1953年 - 1955年）
- ミハイル・テリアン（1955年 - 1960年）
- ヴェロニカ・ドゥダロワ（1960年 - 1989年）
- パヴェル・コーガン（1989年 - 2022年）
- イヴァン・ニキフォルチン（2024年 - ）